# Campeonato Europeo de Remo de 2014
El VIII Campeonato Europeo de Remo se celebró en Belgrado (Serbia) entre el 30 de mayo y el 1 de junio de 2014 bajo la organización de la Federación Internacional de Sociedades de Remo (FISA) y la Federación Serbia de Remo.
Las competiciones se realizaron en el canal de remo ubicado en el lago Sava, un entrante del río Sava, enfrente de la isla Ada Ciganlija.

## Medallistas

### Masculino
| Evento                                 | Oro | Plata | Bronce |
| -------------------------------------- | --- | --- | --- |
| Scull individual M1X (01.06)           | Ondřej Synek · República Checa · 6:54,950 | Marcel Hacker · Alemania · 6:56,120 | Mindaugas Griškonis · Lituania · 7:00,330 |
| Doble scull M2X (01.06)                | Rolandas Maščinskas · Saulius Ritter · Lituania · 6:08,820 | Aleksandar Aleksandrov Boris Yotov Azerbaiyán 6:09,360 | Hans Gruhne · Stephan Krüger · Alemania · 6:10,090                                                                                              |
| Cuatro scull M4X (01.06)               | Artem Morozov · Olexandr Nadtoka · Dmytro Mijai · Ivan Dovhodko · Ucrania · 5:41,920 | Sam Townsend Charles Cousins Graeme Thomas Peter Lambert Reino Unido 5:42,190 | Kai Fuhrmann · Philipp Wende · Karl Schulze · Tim Grohmann · Alemania · 5:42,830                                                                |
| Dos sin timonel M2- (01.06)            | Veselin Savić Dušan Bogičević Serbia 6:21,750 | Rogier Blink · Mitchel Steenman · Países Bajos · 6:21,990 | Bastian Bechler · Anton Braun · Alemania · 6:24,710                                                                                             |
| Cuatro sin timonel M4- (01.06)         | Mohamed Sbihi George Nash Alexander Gregory Andrew Triggs Hodge Reino Unido 5:46,860 | Dionysios Anyelópulos · Yeoryos Tzialas · Ioannis Tsilis · Ioannis Jristu · Grecia · 5:51,020                                                                                          | Paolo Perino · Giovanni Abagnale · Cesare Gabbia · Giuseppe Vicino · Italia · 5:51,720                                                          |
| Ocho con timonel M8+ (01.06)           | Maximilian Planer · Felix Wimberger · Andreas Kuffner · Eric Johannesen · Richard Schmidt · Malte Jakschik · Maximilian Reinelt · Felix Drahotta · Martin Sauer (t) · Alemania · 5:33,950 | Anton Zarutski · Dmitri Kuznetsov · Artiom Kosov · Gueorgui Yefremenko · Ivan Balandin · Nikita Morgachov · Ivan Podshivalov · Alexandr Kulesh · Pavel Safonkin (t) · Rusia · 5:34,990 | Scott Durant Oliver Cook Philip Congdon Matthew Gotrel Peter Reed William Satch Matthew Tarrant James Foad Phelan Hill (t) Reino Unido 5:35,560 |
| Scull individual ligero LM1X (01.06)   | Pedro Fraga Portugal 6:51,720 | Marcello Miani · Italia · 6:54,420 | Michael Schmid · Suiza · 6:56,440 |
| Doble scull ligero LM2X (01.06)        | Stany Delayre Jérémie Azou Francia 6:11,800 | Konstantin Steinhübel · Lars Hartig · Alemania · 6:13,220 | Kristoffer Brun · Are Strandli · Noruega · 6:13,280                                                                                             |
| Dos sin timonel ligero LM2- (01.06)    | Simon Niepmann · Lucas Tramèr · Suiza · 6:29,570 | Sam Scrimgeour Jonathan Clegg Reino Unido 6:30,320 | Tim Weerkamp · Ivo de Graaf · Países Bajos · 6:30,490                                                                                           |
| Cuatro sin timonel ligero LM4- (01.06) | Jacob Larsen Jacob Barsøe Kasper Jørgensen Morten Jørgensen Dinamarca 6:08,810 | Peter Chambers Richard Chambers Mark Aldred Christopher Bartley Reino Unido 6:10,970                                                                                                   | Thomas Baroukh Franck Solforosi Augustin Mouterde Guillaume Raineau Francia 6:12,810                                                            |

### Femenino
| Evento                               | Oro | Plata | Bronce |
| ------------------------------------ | --- | --- | --- |
| Scull individual W1X (01.06)         | Miroslava Knapková · República Checa · 7:42,740 | Chantal Achterberg · Países Bajos · 7:43,020 | Sanita Pušpure Irlanda 7:43,040 |
| Doble scull W2X (01.06)              | Magdalena Fularczyk · Natalia Madaj · Polonia · 6:52,150 | Donata Vištartaitė · Milda Valčiukaitė · Lituania · 6:52,590 | Nicole Beukers · Inge Janssen · Países Bajos · 6:56,600 |
| Cuatro scull W4X (01.06)             | Tatsiana Kujta · Yuliya Bichyk · Yekaterina Karsten · Katsiaryna Shliupskaya · Bielorrusia · 6:14,640                                                                              | Julia Lier · Julia Richter · Marie-Cathérine Arnold · Mareike Adams · Alemania · 6:15,380                                                                        | Maria Springwald · Joanna Dittmann · Agnieszka Kobus · Monika Ciaciuch · Polonia · 6:17,810                                                                                               |
| Dos sin timonel W2- (01.06)          | Helen Glover Polly Swann Reino Unido 7:03,620 | Cristina Grigoraș · Laura Oprea · Rumania · 7:08,520 | Aletta Jorritsma · Heleen Boers · Países Bajos · 7:10,560 |
| Ocho con timonel W8+ (01.06)         | Roxana Cogianu · Nicoleta Albu · Cristina Ilie · Irina Dorneanu · Mihaela Petrilă · Ioana Craciun · Adelina Cojocariu · Andreea Boghian · Daniela Druncea (t) · Rumania · 6:16,640 | Rosamund Bradbury Olivia Carnegie-Brown Catherine Greves Donna Etiebet Jessica Eddie Zoe Lee Caragh McMurtry Louisa Reeve Zoe de Toledo (t) Reino Unido 6:18,320 | Julia Lepke · Anne Becker · Michaela Schmidt · Alexandra Höffgen · Charlotte Reinhardt · Katrin Reinert · Kerstin Hartmann · Kathrin Marchand · Laura Schwensen (t) · Alemania · 6:19,970 |
| Scull individual ligero LW1X (01.06) | Ekaterini Nikolaídu · Grecia · 7:33,120 | Marie-Anne Frenken · Países Bajos · 7:34,950 | Leonie Pless · Alemania · 7:35,860 |
| Doble scull ligero LW2X (01.06)      | Laura Milani · Elisabetta Sancassani · Italia · 6:54,850 | Lena Müller · Anja Noske · Alemania · 6:55,560 | Imogen Walsh Katherine Copeland Reino Unido 6:55,770 |